# Emmo Legal
Emmo Legal, född 1859, död 1922, var en tysk läkare.
Legal skapade det Legalska provet som användes för att påvisa aceton i urin. Alkalisk urin tillsätts med nitroprussidnatriumlönsing, varvid en gulröd färg uppstår, vilken vid surgörning övergår i körsbärsröd.